# Eldgjá

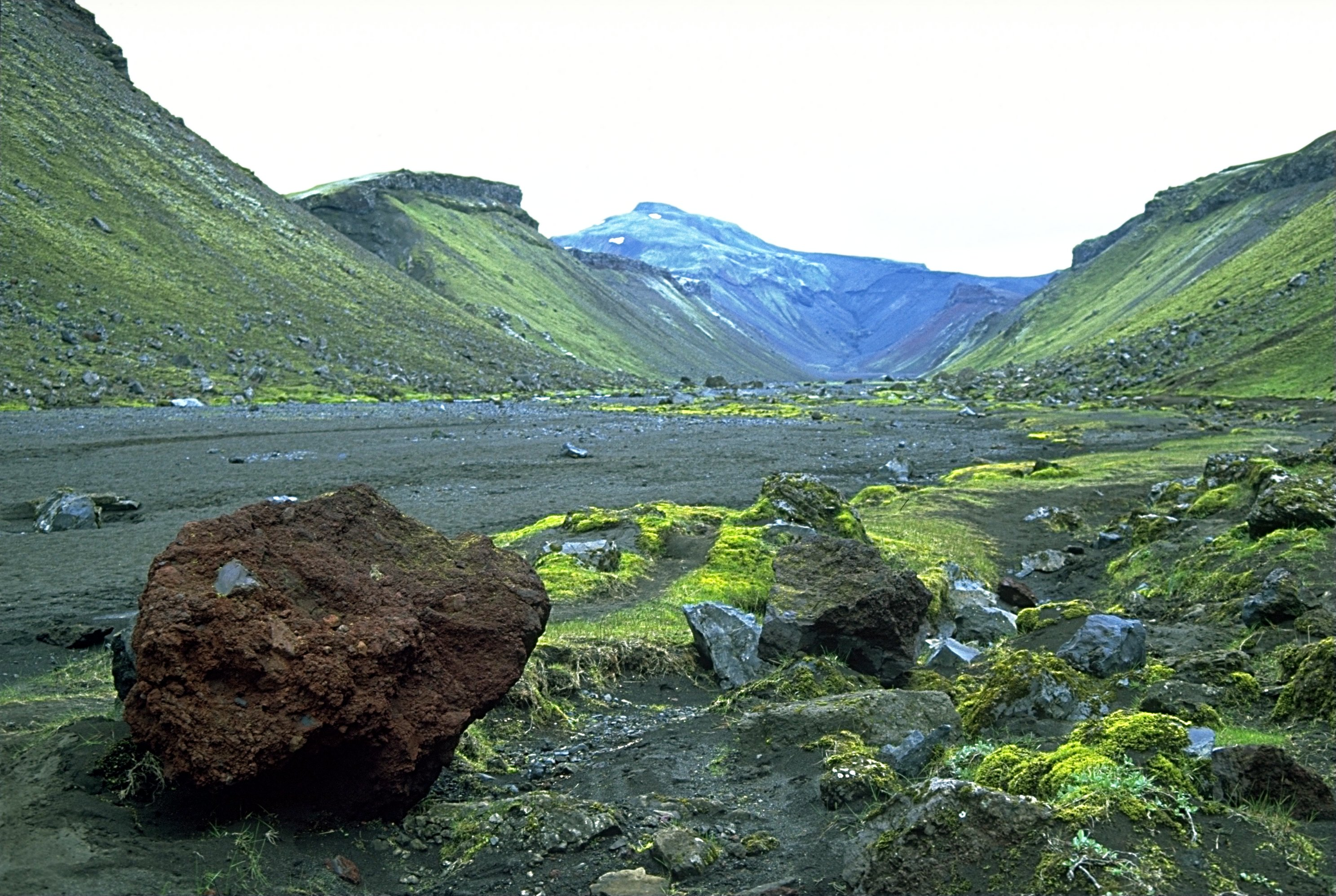
Edggjá

Eldgjá ( PRONÚNCIA) é um cânion vulcânico na Islândia.
O Eldgjáe o vulcão Katla fazem parte do mesmo sistema vulcânico no sul da ilha. Eldgjá significa "cânion de fogo" na língua islandesa.